# Музыка Руанды
Музыка в Руанде разнообразна. Она включает в себя не только народные, но и современные западные жанры. 

## Народная
Народная музыка и танцы были неотъемлемой частью не только руандийской культуры, но и церемоний, фестивалей и общественных мероприятий. 

### Традиционные инструменты
Наиболее известным является инанга. Традиционный струнный инструмент, похожий на лиру или арфу. В нем 9 или 12 струн (из коровьей кожи), а резонатор сделан из дерева, которое называется умьюнгу. На инанге играли многие из самых известных исполнителей Руанды, такие как Сенторе Масамба, Томас Кирусу, Себатунзи, Виктор Кабарира, Даниэль Нгарукие, Жюль Сенторе и Эммануэль Хабумуремьи. Другие традиционные Хордофоны включают умудули (традиционный однострунный смычок) и  инигири (инструмент, похожий на скрипку, на котором играют с помощью умучири или смычка).

### Народная музыка после геноцида
Когда в 1994 году произошел геноцид против тутси, музыкальная индустрия пришла в полный беспорядок. Многие народные музыканты были убиты вместе с другими тутси. Погибли такие звёзды того времени, как Андре Себанани, Ругамба Сипириан, оркестр Impala и несколько других. Геноцид вынудил многих руандийцев переехать за границу, перенеся музыку своей страны в такие города, как Брюссель и Париж.

## Современные исполнители
Современные исполнители используют такие жанры, как: Хип-хоп, R & B, госпел.

### Хип-хоп
Руандийский хип-хоп — это музыкальный жанр, в котором традиционные африканские ритмы сочетаются с современными хип-хоповыми ритмами и текстами песен. В нем часто затрагиваются социальные и политические проблемы, а также личная борьба и триумфы. Жанр приобрел популярность в последние годы, когда исполнители стали включать в свою музыку элементы R & B и Afrobeat. Тексты песен часто исполняются на киньяруанде, национальном языке Руанды, и демонстрируют богатое культурное наследие страны. Самые популярные хип-хоп исполнители Руанды:
| Имя          | Кол-во подписчиков |
| ------------ | ------------------ |
| The Ben      | 32.026             |
| Kivumbi King | 19.733             |
| Ish Kevin    | 16.440             |
| Bushali      | 10.265             |
| Riderman     | 3.288              |